# Compañía de Santa Teresa de Jesús
La Compañía de Santa Teresa de Jesús es una congregación religiosa católica española, también conocida popularmente como Teresianas. Fue fundada por Enrique de Ossó y Cervelló en 1876 y está dedicada principalmente a la educación y el apostolado religioso por todo el mundo.  

## Historia
La primera comunidad fue formada por  siete jóvenes que se comprometieron a vivir en comunidad en Tortosa (Tarragona) tras unos ejercicios espirituales a iniciativa del sacerdote Enrique de Ossó y Cervelló. Así resultó fundada el 23 de junio de 1876 con el nombre de Compañía de Santa Teresa de Jesús, santa de quien tomaron inspiración y ejemplo. Posteriormente estas siete jóvenes fueron estableciendo sus votos religiosos y de profesión.  Las religiosas añadían a su nombre las siglas S.T.J. 
Las comunidades de hermanas teresianas están presentes y desarrollaron su labor evangelizadora en colegios, centros educativos, residencias universitarias, casas de espiritualidad y centros sociales en Europa (España, Portugal, Italia) en América (Estados Unidos, México, Costa Rica, Nicaragua, Cuba, Colombia, Venezuela, Ecuador, Bolivia, Brasil, Argentina, Uruguay, Chile y Paraguay) y en África (Costa de Marfil, Burkina Faso, Saõ Tomé, Angola y Mozambique);; Uno de los primeros de los colegios de España, el Colegio Teresiano de Barcelona, en San Gervasio de Cassolas, fue construido por el arquitecto Antonio Gaudí, en 1890. 
En 29 de diciembre de 2009 la Compañía constituyó la Fundación Escuela Teresiana, para asumir la titularidad de los centros educativos de España. 

## Objetivos
El objetivo original principal era la enseñanza en todos los grados (infantil, media y superior) destinada a elevar la formación de las mujeres; a partir de finales del siglo XX, esta educación fue extendida a ambos sexos. Además de este objetivo educativo, posee los de desarrollo de proyectos sociales, especialmente en comunidades indígenas en materia de derechos humanos y promoción de la mujer, proyectos pastorales y de catequesis en parroquias, y desarrollo formativo en materia espiritual a través del Movimiento Teresiano Apostólico, MTA. 

## Ámbito geográfico
A finales del siglo XIX comenzó a desarrollar su misión hacia África. Durante el principio del siglo XX, la Compañía de Santa Teresa experimentó una notable expansión, no sólo en España, sino también en América. La Compañía está presente en varios continentes: en Europa, además de España en Portugal; en América, en Estados Unidos, Nicaragua, Costa Rica y Cuba, Bolivia, Colombia, Ecuador y Venezuela, México, Argentina y Uruguay, Chile y Paraguay. En África en Angola, Mozambique y Sao Tomé, Burkina Faso y Costa de Marfil.
En España, la Fundación Escuela Teresiana desarrolla su labor educativa en 21 colegios.

## Labor educativa
Estuvo desde el principio destinada a todos los niveles, en la enseñanza primaria, la media y superior, fomentando la inclusión de las jóvenes en la universidad mediante residencias. 
Para el desarrollo de su labor educativa fomentó la propia educación de sus religiosas, algunas de las cuales fueron precursoras  en  licenciaturas universitarias de ciencias y matemáticas en el siglo XIX,  como la religiosa Carolina Jiménez Butigieg.
La Compañía editó en los años 50 y 60 textos específicos de Álgebra, Geometría, Historia, etc., hasta un total de 20 obras propias, y 16 participadas.  También editó la revista pedagógica Jesús Maestro, dirigida por la religiosa Josefa Altadill durante varias décadas. 

## Reconocimientos
Además de Enrique de Ossó y Cervelló (1840 - 1896), fundador de la Compañía y santo, han sido reconocidas por la Iglesia las teresianas Mercedes Prat, (1880- 1936), que recibió como religiosa el nombre de María Mercedes del Sagrado Corazón Prat,  asesinada en los primeros días de la Guerra Civil,  y beatificada en 1990 por el Papa Juan Pablo II, y   Saturnina Jassa y Foncuberta (1851-1936), considerada "venerable" por el mismo Papa.